# Округ Менифи (Кентаки)
Округ Менифи (енгл. Menifee County) је округ у америчкој савезној држави Кентаки.

## Демографија
По попису из 2010. године број становника је 6.306, што је 250 (-3,8%) становника мање него 2000. године.
| Група             | 2000.         | 2010.         |
| Белци             | 6.356 (96,9%) | 6.056 (96,0%) |
| Афроамериканци    | 90 (1,4%)     | 116 (1,8%)    |
| Азијати           | 2 (0,0%)      | 7 (0,1%)      |
| Хиспаноамериканци | 73 (1,1%)     | 51 (0,8%)     |
| Укупно            | 6.556         | 6.306         |